# Platyobria brevifoliae
Platyobria brevifoliae är en insektsart som beskrevs av Taylor 1987. Platyobria brevifoliae ingår i släktet Platyobria och familjen rundbladloppor. Inga underarter finns listade i Catalogue of Life.